# Mentzelia reverchonii
Mentzelia reverchonii là một loài thực vật có hoa trong họ Loasaceae. Loài này được (Urb. & Gilg) H.J. Thomps. & Zavort. mô tả khoa học đầu tiên năm 1968.